# Piaggio P.23
Il Piaggio P.23 era il prototipo di un aereo realizzato dalla Piaggio che doveva essere in grado di sorvolare l'Atlantico del Nord, con possibili sviluppi per un trasporto commerciale di linea.
Disponeva di quattro motori Isotta-Fraschini Asso XI R V-12 da 671 kW montati in tandem in configurazione traente-spingente. L'impennaggio era costituito da due timoni e due alette e la fusoliera era di tipo avion marin, in grado di ammarare in caso di emergenza.
Il progettato volo transatlantico non fu realizzato e il velivolo venne smantellato subito dopo la sua apparizione, nel 1935.